# Basketball-Bundesliga 1977/78
Die Saison 1977/78 ist die 12. Spielzeit der Basketball-Bundesliga. Die höchste Spielklasse im deutschen Vereinsbasketball der Herren, bis 1990 beschränkt auf das Gebiet Westdeutschlands ohne die DDR, wurde in einer Liga mit zehn Mannschaften ausgetragen, an die sich Relegations- und Finalrunden anschlossen.

## Saisonnotizen
- Der MTV 1846 Gießen holte seinen fünften und vorerst letzten Meisterschaftstitel.
- Der Hauptrundenerste und Titelverteidiger USC Heidelberg unter dem neuen Trainer Roland Geggus verpasste den zehnten Meistertitel, konnten aber den Titel im Pokalwettbewerb gegen SSV Hagen verteidigen.
- In den Relegationsrunden schafften alle Erstligisten, darunter auch Neuling TuS Aschaffenburg, den Klassenerhalt gegenüber den Zweitligisten.

## Endstände

### Hauptrunde
| #  | Team                  | Siege | Nieder- lagen | Punkte | Körbe     |
| -- | --------------------- | ----- | ------------- | ------ | --------- |
| 1  | USC Heidelberg (M)(P) | 14    | 4             | 28:80  | 1652:1495 |
| 2  | MTV 1846 Gießen       | 14    | 4             | 28:80  | 1596:1476 |
| 3  | TuS 04 Leverkusen     | 14    | 4             | 28:80  | 1752:1511 |
| 4  | MTV Wolfenbüttel      | 10    | 8             | 20:16  | 1437:1366 |
| 5  | SSV Hagen             | 10    | 8             | 20:16  | 1543:1413 |
| 6  | ASV Köln              | 9     | 9             | 18:18  | 1497:1540 |
| 7  | 1. FC 01 Bamberg      | 9     | 9             | 18:18  | 1474:1548 |
| 8  | SSC Göttingen         | 5     | 13            | 10:26  | 1495:1561 |
| 9  | Post SV Bayreuth      | 5     | 13            | 10:26  | 1484:1667 |
| 10 | TuS Aschaffenburg (N) | 0     | 18            | 00:36  | 1323:1676 |

| (M) Meister der Vorsaison____           | (N) Neuling (Aufsteiger)____ | (P) Pokalsieger der Vorsaison |
| Fett Für Zwischenrunde qualifiziert____ |  Relegations-Plätze____      |                               |

### Relegationsrunde
| # | Mannschaft        | Siege | Nieder- lagen | Punkte | Körbe   |
| - | ----------------- | ----- | ------------- | ------ | ------- |
| 1 | SSC Göttingen     | 9     | 1             | 18:20  | 962:738 |
| 2 | TuS Aschaffenburg | 8     | 2             | 16:40  | 846:731 |
| 3 | FC Schalke 04     | 6     | 4             | 12:80  | 925:874 |
| 4 | UBC Münster       | 3     | 7             | 06:14  | 774:908 |
| 5 | BG 74 Göttingen   | 2     | 8             | 04:16  | 731:884 |
| 6 | Hamburger TB      | 2     | 8             | 04:16  | 745:868 |

| # | Mannschaft          | Siege | Nieder- lagen | Punkte | Körbe   |
| - | ------------------- | ----- | ------------- | ------ | ------- |
| 1 | Post SV Bayreuth    | 9     | 1             | 18:20  | 982:778 |
| 2 | 1. FC 01 Bamberg    | 9     | 1             | 18:20  | 923:762 |
| 3 | BG Wetzlar/Krofdorf | 5     | 5             | 10:10  | 821:875 |
| 4 | TV Eppelheim        | 5     | 5             | 10:10  | 786:845 |
| 5 | Eintracht Frankfurt | 1     | 9             | 02:18  | 824:874 |
| 6 | SV Möhringen        | 1     | 9             | 02:18  | 743:935 |

 Plätze zum Klassenerhalt oder Aufstieg

### Finalrunde
| # | Mannschaft        | Siege | Nieder- lagen | Punkte | Körbe     |
| - | ----------------- | ----- | ------------- | ------ | --------- |
| 1 | MTV 1846 Gießen   | 14    | 6             | 28:12  | 1692:1659 |
| 2 | USC Heidelberg    | 13    | 7             | 26:14  | 1750:1734 |
| 3 | TuS 04 Leverkusen | 13    | 7             | 26:14  | 1759:1617 |
| 4 | MTV Wolfenbüttel  | 8     | 12            | 16:24  | 1562:1616 |
| 5 | SSV Hagen         | 6     | 14            | 12:28  | 1615:1613 |
| 6 | ASV Köln          | 6     | 14            | 12:28  | 1596:1735 |

 Meister

## Meistermannschaft
| Spieler | Spieler            | Spieler              | Spieler    | Spieler | Spieler | Spieler                    |
| Nr.     | Nat.               | Name                 | Geburt     | Größe   | Info    | Letzter Verein             |
| ------- | ------------------ | -------------------- | ---------- | ------- | ------- | -------------------------- |
|         |                    | Guards (PG, SG)      |            |         |         |                            |
| 4       | Deutschland        | Günther Lindenstruth |            | 182     |         |                            |
| 5       | Deutschland        | Ingo Froese          | 21.01.1957 | 180     | A-Nat   |                            |
| 8       | Deutschland        | Hans Georg Heß       | 05.03.1949 | 188     | A-Nat   |                            |
| 13      | Deutschland        | Roland Peters        |            | 186     |         |                            |
|         |                    | Forwards (SF, PF)    |            |         |         |                            |
| 6       | Deutschland        | Ulrich Strack        | 1957       | 194     | A-Nat   | TuS Aschaffenburg-Damm     |
| 7       | Deutschland        | Matthias Strauss     | 24.05.1956 | 194     | A-Nat   |                            |
| 11      | Deutschland        | Karl Ampt            | 11.04.1949 | 190     |         |                            |
| 12      | Deutschland        | Wolfgang Münch       |            | 191     |         |                            |
|         |                    | Center (C)           |            |         |         |                            |
| 9       | Vereinigte Staaten | Ted Hundley          | 31.10.1955 | 204     |         | Morehead State Eagles/NCAA |
| 14      | Deutschland        | Robert Minor         | 01.03.1954 | 196     | A-Nat   |                            |
| 15      | Deutschland        | Eberhard Bauernfeind |            | 198     |         |                            |
|         | Deutschland        | Roland Bedarf        |            | 202     |         |                            |

| Trainer     | Trainer        | Trainer     |
| Nat.        | Name           | Position    |
| ----------- | -------------- | ----------- |
| Deutschland | Hannes Neumann | Cheftrainer |

| Legende      | Legende                     |
| Abk.         | Bedeutung                   |
| ------------ | --------------------------- |
| (C)          | Mannschaftskapitän          |
| A-Nat        | akt. Herren-Nationalspieler |
| Quellen      |                             |
| Teamhomepage |                             |

| Legende      | Legende                     |
| Abk.         | Bedeutung                   |
| ------------ | --------------------------- |
| (C)          | Mannschaftskapitän          |
| A-Nat        | akt. Herren-Nationalspieler |
| Quellen      |                             |
| Teamhomepage |                             |